# Костин, Олег Олегович
Олег Олегович Костин (род. 6 мая 1992, Нижний Новгород) — российский пловец, пятикратный чемпион мира и экс-рекордсмен мира, трёхкратный чемпион Европы на короткой воде, неоднократный призёр чемпионатов мира и Европы, чемпион Универсиады 2015 года. Трёхкратный чемпион Всемирных игр военнослужащих 2015.

## Карьера
Начал заниматься плаванием в ДЮСШ «Нижегородец» у тренера Сергея Шатова. С 2007 по 2012 год тренировался у Павла Никитина. С 2012 года — в ДЮЦ «Сормово» у Валерия и Татьяны Буслаевых. Представляет Нижегородскую область.
Чемпион России 2013 года по плаванию брассом на дистанции 100 метров в коротком бассейне. На дистанции вдвое больше он не только стал чемпионом страны, но и установил рекорд России. Третье золото Олег завоевал на 50-метровке.
С чемпионата Европы 2015 года по плаванию в короткой воде привёз серебро и бронзу.
Победитель Универсиады 2015 года в комплексной эстафете 4×100 метров.
Трёхкратный победитель и серебряный призёр Всемирных военных игр 2015 года в Мунгёне.
Двукратный призёр чемпионата Европы 2015 года на короткой воде.
На чемпионате мира 2016 года по плаванию в короткой воде за участие в предварительных заплывах в эстафетах завоевал две золотые медали.
На чемпионате мира 2019 года в корейском Кванджу, 22 июля, завоевал серебряную медаль на дистанции 50 метров баттерфляем, уступил победителю 0,35 секунды.